# Lithobius fasciatus
Lithobius fasciatus är en mångfotingart som beskrevs av Muralevitch 1929. Lithobius fasciatus ingår i släktet Lithobius och familjen stenkrypare. Inga underarter finns listade i Catalogue of Life.